# Sarah Dyrehauge
Sarah Dyrehauge Hansen (født 14. september 1996) er en dansk fodboldspiller, der spiller på midtbanen for AGF i Gjensidige Kvindeligaen og for Danmarks kvindefodboldlandshold. Hun har tidligere spillet for Kolbotn Fotball, Rosenborg, FC Thy-Thisted, Fortuna Hjørring, KoldingQ, Skovbakken og Vejle BK.
Hun har spillet en stribe kampe på de danske ungdomslandshold, heriblandt 50 kampe på U/17- og U/19-holdene. Desuden har hun i 2016 og 2017 spillet ni A-landskampe, og hun var med til EM-slutrunden i 2017, hvor Danmark vandt sølv; Dyrehauge opnåede dog ikke spilletid ved den lejlighed.

## Resultater
- Fortuna Hjørring
  - Dansk mester: 2015-2016, 2017-2018
  - Pokalmester: 2015-2016
- FC Thy-Thisted
  - Pokalmester: 2020-2021